# Česká Kubice
Česká Kubice – miejscowość w powiecie Domažlice w kraju pilzneńskim. Liczy sobie 632 mieszkańców (2017). Znajdują się tutaj ośrodki wczasowe, a w pobliżu drogowe przejście graniczne z Niemcami, do którego dociera droga krajowa 26. Pierwsze wzmianki na temat wsi pochodzą z roku 1697.